# Triool
Een triool is een antimetrische figuur, waarbij de nootduur van twee  noten in drie gelijke delen wordt verdeeld. Tamelijk onlogisch, en daardoor voor beginnende musici verwarrend, noteert men een triool als drie noten, elk van de duur van de oorspronkelijke twee, verbonden met een triolenboog met het cijfer 3 erbij. 
Sommige beginnende muzikanten ervaren een triool als een niet-kloppende serie noten achter elkaar. Er worden namelijk in een triool weliswaar drie achtste noten geschreven, maar niet drie achtste noten gespeeld, maar drie gelijke noten met samen de duur van twee achtste noten. In een triool heeft elk van de drie als achtste noot genoteerde noten dus de waarde van een derde van een kwartnoot. 
In de moderne notatie is de onderverdeling in de regel binair, dat wil zeggen een grotere notenwaarde bestaat altijd uit 2, 4, 8 kleinere. De triool is daarom nodig om een factor 3 aan te duiden. In oudere muzieknotaties in de middeleeuwen was dit niet zo. Een brevis kon bijvoorbeeld ofwel uit twee ofwel uit drie semibreven bestaan afhankelijk van de maataanduiding. Zo werd modus perfectum cum prolatione majore aangeduid door een cirkel met een punt erin en gaf een onderverdeling van de brevis in 3x3=9 minima aan. Daarentegen was modus imperfectum cum prolatione minore een onderverdeling in 2x2=4 minima. Het laatste werd aangegeven met een halve cirkel zonder punt, waarvan de moderne C aanduiding voor {\displaystyle {\begin{smallmatrix}_{4}\\^{4}\end{smallmatrix}}}  afstamt.
Verwant aan de triool zijn de duool (twee noten in de tijd van drie; dit kan ook worden aangegeven door middel van gepunteerde noten), de kwartool (4:3), de kwintool (5:2, 5:3 of 5:4), de sextool (6:2, 6:3, 6:4 of 6:5) en de septool (7:2, 7:3, 7:4, 7:5 of 7:6). In alle gevallen betreft het een onregelmatige (antimetrische) substititie door meer dan de gebruikelijke waarden.